# Premsa rosa
La premsa rosa, premsa del cor o premsa groguenca (per castellanisme, periodisme del cor) és la mena de periodisme que es dedica a informar sobre la vida de les celebritats, independentment de la professió a la qual es dediquen. Se sol considerar sensacionalista o fins i tot escandalosa; manca d'interès polític i s'utilitza amb finalitats de màrqueting o excentricisme.

## Publicacions per país

### Països Catalans
A Catalunya la premsa rosa ha tingut molt bon acolliment per la influència que exerceixen els mitjans de comunicació de llengua castellana. Canals de televisió com Telecinco arriben a percentatges de share força importants. De fet, el Periódico de Catalunya, distribueix la revista "Cuore" setmanalment. La premsa rosa en llengua catalana, en canvi, no ha tingut gran extensió, tan sols es coneixen algunes revistes mensuals o setmanals distribuïdes, generalment, pel grup Prisa mitjançant el Periódico de Catalunya com ara "El Dominical". Aquestes publicacions, tot i així, no poden qualificar-se totalment com a premsa rosa, malgrat tenir-hi algun punt en comú. En canvi al País Valencià la premsa rosa, essencialment televisiva, va tenir un cert succés a la dècada dels 2000 per la instrumentalització que en va fer el govern del Partit Popular, que convertí la cadena valenciana pública, Canal 9, en líder en aquest sector. Destaca el programa "Tómbola" de Canal 9. A Andorra no existeix cap grup de premsa que es dediqui a la premsa rosa. Tanmateix, als quioscs del país s'hi distribueix premsa rosa espanyola, francesa o anglesa. Una mica com Luxemburg, Bèlgica, Suïssa o Sant Marino, el país rep la influència dels països que l'envolten. De fet, s'hi poden veure canals de televisió dels grups Prisa o Mediaset (Telecinco i Antena 3).
En l'àmbit dels mitjans digitals, en els darrers anys han aparegut amb força dos espais que han apostat per la premsa rosa en català: "En Blau" i "CatalunyaDiari". Tot i la seva dificultat per generar continguts propis, han estat capaços d'aconseguir xifres d'usuaris impensables en aquest àmbit i en llengua catalana; una mostra del gran impacte i interès de la població del Principat, el País Valencià i les Illes Balears en la vida de les celebritats i la programació dels canals de televisió d'àmbit estatal generadors d'aquesta mena de continguts.

### Regne Unit
El Regne Unit és potser l'indret que ha vist creix més espectacularment la premsa rosa, més coneguda pel seu format paper: tabloid. De fet, la tradició és força més antiga i barreja escàndols, premsa rosa amb notícies polítiques. Destaquen:
- Daily Star
- The People
- The Daily Mirror
- The Taily Sport
- The Sun
- Daily Mail
- Daily Express
- OK!
- Hello!
- New!

### Itàlia
A Itàlia la premsa rosa ha estat instrumentalitzada per l'ex-president Berlusconi donant de fet lloc a l'expressió "premsa berlusconista" per a referir-s'hi. L'exportació d'aquest tipus de premsa, que es caracteritza per programes de televisió i premsa que autopromocionen les seves pròpies estrelles televisives, ha tingut molt bona exportació a Espanya on el Grup Mediaset hi dedica un canal de televisió, Telecinco.

### Portugal
A Portugal l'entrada de la premsa rosa ha estat molt més discreta. Si algun magazín matinal ha provat de dedicar-hi algun espai (principalment les cadenes privades SIC o TVI), mai no han aconseguit un seguiment important entre la població, que prefereix la versió en paper. En aquest sentit Portugal té premsa dedicada pràcticament a donar informació sobre sèries de televisió i, per tant, la vida dels seus actors, i premsa rosa ja més generalitzada. De les revistes a destacar hi ha:
- Cuore
- VIP
- Quem
- ISTOÉ Gente
- Contigo
- Maria

### França
A França la premsa rosa té una rebuda molt més forta en mitjans escrits. Com a Portugal són pocs els canals de televisió que es dediquen a llançar programes del cor. Dels únics que es podria destacar hi ha el programa "Morandini" que té la seva pròpia versió web i que fou llançat inicialment pel canal D8 (del grup Canal Plus), posteriorment comprat per NRJ12, encara que no durà gaire en pantalla després de la seva compra. En prensa escrita destaquen:
- Point de vue (especialitzat en la reialesa)
- Paris Match
- France Dimanche
- Voici
- Closer (la versió francesa de Cuore)
- Hola!
- Ici París
- Public
- Gala (la més cèlebre de totes)

### Espanya
A Espanya la premsa rosa és un tipus de publicació que ha tingut molt èxit entre la població fent que es multipliquessin els programes dits del cor a la dècada dels 2000 amb canals de televisió que s'hi han especialitzat (Telecinco, Antena 3…). En aquest camp es poden destacar els programes "Sálvame" i "Aquí hay tomate" (Telecinco) o "¿Dónde está corazón?" (Antena 3). Els magazins matinals (ex.: AR; Ana Rosa Quintana o Espejo Público) acostumen a practicar aquest tipus de periodisme. La mateixa televisió pública ha tingut programes del cor en la seva graella (ex.: Corazón Corazón). A nivell de premsa escrita destaquen:
- La Revista Pronto
- Diez Minutos
- Sálvame (la versió per escrit del programa)
- Lecturas
- Semana
- Cuore
- Revista QMD
- ¡Hola!

La revista ¡Hola! té la seva pròpia versió a Anglaterra (Hello!), als Emirats Àrabs Units, a Turquia, Rússia, Tailàndia i Grècia. També ha estat adaptada a França sota el nom d'"Ohla!" (1998-2004). És propietat d'Eduardo Sánchez Junco. La revista Cuore, per la seva banda, ha estat adaptada a Portugal i França. En aquest darrer país sota el nom de "Closer" distribuïda, endemés, als països francòfons (Bèlgica, Luxemburg o Suïssa).

### Finlàndia
A Filàndia destaquen dos revistes: Ilta-Sanomat (del grup Sanoma WSOY) i Iltalehti).

### Tunísia
A Tunísia el grup Media Visions Editing és propietari de "Tunivisions" i el grup BUZZ BROKERS de Tunisie-news.com.

### Estats Units d'Amèrica
Entre els mitjans més difosos està TMZ.COM, Perez Hilton, The Drudge Report i The Smoking Gun.

### Xile
La premsa rosa xilena s'expandeix realment cap al 2002 gràcies al naixement de programes de televisió com SQP, "Primer plano", "Mira quién habla", "Intrusos", "En portada", "Alfombra roja" i "Secreto a voces", entre d'altres. Tot i així, la seva aparició caldria situar-la cap a la dècada dels 1970 per la publicació de revistes com "Cosas" (1976) i "Caras" (1988). Però va ser realment "La Tercera" qui va col·locar el periodisme rosa al capdavant de les compres gràcies a la seva publicació del 25 de juliol del 1999 per un afer de violència física en contra de dues models, daniella Campos i Titi Ahubert, en una discoteca Skuba.

### Mèxic
L'interès per la premsa rosa comença a Mèxic el 1994 quan la revista TVNOTAS surt per primer cop al mercat i causa, de sobte, furor convertint-se en poc temps en la revista més venuda de l'estat. En el camp televisiu destaca el programa Ventaneado, de TV Azteca i el seu competidor "La Botana" (reanomenat "La Oreja" l'any 2001); una resposta del canal de televisió Televisa a l'ofensiva de TV Azteca.

### Perú
La premsa rosa al Perú s'implanta realment amb les primeres televisions. El primer programa d'aquest gènere a destacar fou "Magaly TeVe" i fou designat popularment com a "Chollywood" (de la contracció cholo i Hollywood). Cholo és un terme utilitzat en els països llatinoamericans com a paraula d'identitat nacional i que generalment designa el gentilici de la població mestissa, de trets indígenes i blancs.

## Versions web
Amb l'arribada del web les revistes tradicionals en versió paper s'han anat multiplicant per la xarxa, mentre altres grups han anat naixent exclusivament al web. A França destaca "Gossip.fr". "Melty" (que té la seva pròpia versió pel Regne Unit, Espanya, Mèxic, Brasil, Itàlia, món àrab, Polònia, República Txeca i Turquia) o PurePeople.com, mentre als països hispànics ressalta la versió en espanyol de People (nord-americana de base).